# Reuniões dos Primazes da Comunhão Anglicana
As Reuniões dos Primatas da Comunhão Anglicana são reuniões em que os  principais arcebispos anglicanos do mundo todo se reúnem com o Arcebispo da Cantuária para discussão e consulta. Como líder espiritual da comunhão, o Arcebispo de Canterbury preside as reuniões, com o Secretário Geral do Conselho Consultivo Anglicano (ACC) atuando como secretário.
"Os primatas não têm autoridade como órgão e suas próprias igrejas nacionais determinam como seu ministério é realizado em seu próprio contexto. Os costumes e responsabilidades variam entre as províncias." 
O Encontro dos Primazes foi estabelecido por Donald Coggan, Arcebispo de Canterbury, em 1978, como uma oportunidade para “pensamento de lazer, oração e profunda consulta”. A primeira reunião foi realizada em 1979, a mais recente foi na Jordânia em 2020.

## Reuniões recentes

### 2001 reunião de fevereiro
Realizados de 2 a 9 de março no Centro de Conferências Kanuga, nos Estados Unidos, os tópicos de discussão incluíram questões de missão, questões de pobreza e dívida, "Cânones e Comunhão" e a resposta à crise global do HIV/AIDS.

### 2003 reunião de outubro
Após a reunião regular de primatas de maio de 2003, Rowan Williams, arcebispo de Canterbury, convocou uma reunião extraordinária dos primatas da Comunhão Anglicana de 15 a 16 de outubro.
Os primatas se reuniram no Palácio de Lambeth em outubro para uma série de reuniões fechadas discutindo um caminho a seguir mediante o conflito sobre a Igreja Episcopal e a ordenação de um bispo gay. Os primatas emitiram um comunicado no final da reunião. 

### 2005 reunião de fevereiro
Em fevereiro de 2005, o Encontro de Primatas da Comunhão Anglicana foi realizado em Dromantine, na Irlanda do Norte, de 21 a 26 de fevereiro. A questão da homossexualidade foi fortemente discutida. Dos 38 primatas, 35 compareceram. Os primatas emitiram um comunicado que reiterou a maioria das declarações do Relatório Windsor, mas acrescentou uma nova reviravolta. Solicitou-se à Igreja Episcopal e à Igreja Anglicana do Canadá que se retirassem voluntariamente do Conselho Consultivo Anglicano, a principal entidade internacional formal da Comunhão Anglicana até a próxima Conferência de Lambeth em 2008.

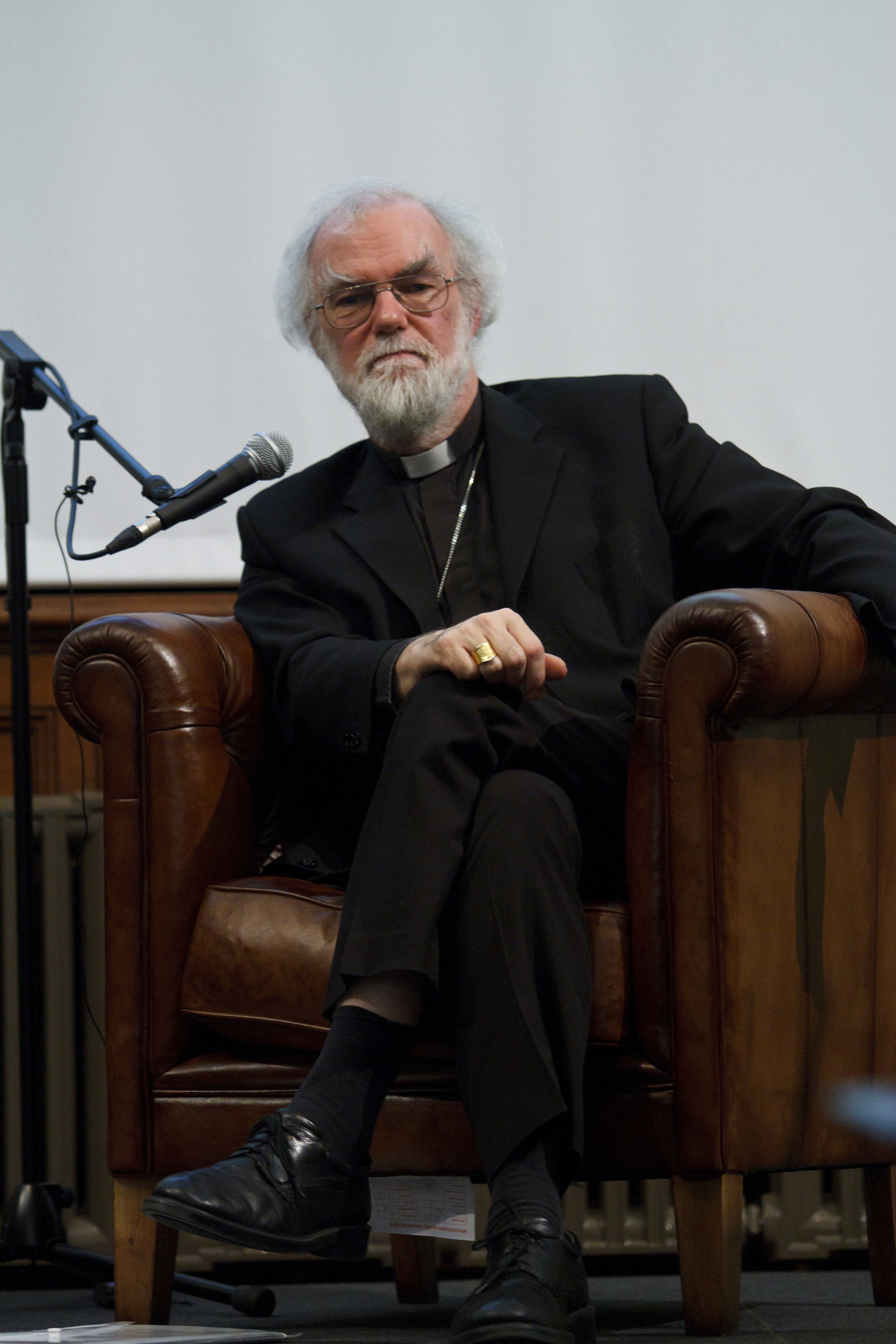
Rowan Williams convocou uma reunião extraordinária em 2003

### Reunião fevereiro de 2007
A Reunião dos Primazes de 2007 foi realizada em Dar es Salaam, na Tanzânia, de 15 a 19 de fevereiro e analisou um projeto de convênio para a Comunhão Anglicana, que é em parte uma resposta a desentendimentos entre igrejas nacionais sobre questões de sexualidade e autoridade. 

### Reunião Janeiro de 2011
A Reunião de Primatas de 2011 foi realizada em Dublin, Irlanda. Estiveram presentes os primatas de apenas 23 das 38 províncias da Comunhão Anglicana. Uma variedade de razões foi oferecida para as ausências. O arcebispo do Congo não conseguiu obter um visto. Os primatas do México e da Birmânia disseram que não estavam bem. Quatro primatas citaram outros compromissos: Quênia, Igreja do norte da Índia, Sudão e Ruanda. O arcebispo da Tanzânia ofereceu "razões pessoais" por sua ausência, enquanto sete primatas conservadores boicotaram a reunião como um protesto contra a presença dos primatas mais liberais da Igreja Episcopal dos Estados Unidos da América e do Canadá : os primatas das províncias do Oceano Índico, Jerusalém e Oriente Médio, Nigéria, Uganda, Sudeste Asiático, a Província do Cone Sul na América do Sul e a Província da África Ocidental.

### Reunião de janeiro de 2016
A maioria dos primatas se reuniu em Canterbury em janeiro de 2016.  Isso seguiu o maior intervalo entre as reuniões desde que foram estabelecidas, durante as quais o arcebispo de Canterbury, Justin Welby, visitava primatas individualmente em seus países de origem após sua instalação em 2013.  Um comunicado foi emitido após a reunião. Suas disposições incluíam "a recomendação de um grupo de trabalho de nossos membros"  que a Igreja Episcopal dos EUA suspender seu envolvimento na "tomada de decisão da Comunhão Anglicana sobre qualquer questão relacionada a doutrina ou política" como conseqüência de uma ação de apoio à adoção de políticas de inclusão matrimonial que coincidam com a lei nacional dos Estados Unidos e o anúncio de que o 15º Lambeth A conferência seria convocada para 2020.

### Reunião outubro de 2017
Realizada novamente em Canterbury, a reunião de 2017 contou com a presença de primatas de 33 das 39 províncias, sendo três indisponíveis devido às circunstâncias locais e três se recusando a comparecer devido a divergências com outros membros da Comunhão Anglicana.  O arcebispo da Nigéria, afiliado ao GAFCON, Nicholas Okoh, citou "fraternidade quebrada sobre a prática homossexual, o casamento entre pessoas do mesmo sexo e o embaçamento da identidade de gênero".
Foi emitido um comunicado indicando que o foco da reunião era "em particular o desafio de compartilhar o amor, a compaixão e a reconciliação de Jesus com os necessitados em todo o mundo". Incluiu discussões sobre salvaguardas, para denotar medidas para proteger a saúde, o bem-estar e os direitos humanos dos indivíduos, que permitem que as pessoas - especialmente crianças, jovens e adultos vulneráveis - vivam livres de abusos, danos e negligências. Os Primazes também discutiram abordagens sobre sexualidade e casamento entre pessoas do mesmo sexo, liturgia e peregrinação, fronteiras jurisdicionais entre igrejas membros, guerra e questões ambientais e humanitárias.
Os mesmos termos que a  Igreja Episcopal dos EUA aceitou em 2016 por sua decisão de adotar políticas de casamento inclusivas sem consulta à Comunhão Anglicana foram aplicados à Igreja Episcopal Escocesa como resultado de seu próprio apoio ao casamento entre pessoas do mesmo sexo.  O resultado foi que, até 2020, a Igreja Escocesa concordou que "não representará mais a Comunhão em órgãos ecumênicos e inter-religiosos; não deve ser nomeada ou eleita para comitês internos permanentes e que, enquanto estiver participando dos órgãos internos da Igreja Anglicana Comunhão, eles não participariam da tomada de decisões sobre quaisquer questões de doutrina ou política.

### Reunião janeiro de 2020
Após uma série de reuniões regionais de primatas,Welby convocou uma reunião completa de primatas em antecipação à Conferência de Lambeth em 2020.